# Championnat sud-américain de football de 1927
Navigation
Chili 1926 Argentine 1929
Le Championnat sud-américain de football de 1927 est la onzième édition du championnat sud-américain de football des nations, connu comme la Copa América depuis 1975, qui a eu lieu à Lima au Pérou du 30 octobre au 27 novembre 1927.
Les pays participants sont l'Argentine, la Bolivie, le Pérou et l'Uruguay. Le Brésil, le Chili et le Paraguay ne participent pas, alors que c'est un baptême pour le Pérou. Cette édition est également utilisée comme une phase qualificative pour les Jeux olympiques de 1928, l'Argentine et l'Uruguay se qualifiant pour cette compétition.
L'équipe d'Argentine embarque en gare de Retiro pour la ville chilienne de Valparaíso, où elle rejoint les joueurs uruguayens afin de naviguer jusqu'au port de Callao. Ils arrivent au Pérou après un périple de huit jours.

## Résultats

### Classement final
Les quatre équipes participantes sont réunies au sein d'une poule unique où chaque formation rencontre une fois ses adversaires. À l'issue des rencontres, l'équipe classée première remporte la compétition.
|   | Équipe    | Pts | J | G | N | P | BP | BC | Diff |
| - | --------- | --- | - | - | - | - | -- | -- | ---- |
| 1 | Argentine | 6   | 3 | 3 | 0 | 0 | 15 | 4  | +11  |
| 2 | Uruguay   | 4   | 3 | 2 | 0 | 1 | 15 | 3  | +12  |
| 3 | Pérou     | 2   | 3 | 1 | 0 | 2 | 4  | 11 | -7   |
| 4 | Bolivie   | 0   | 3 | 0 | 0 | 3 | 3  | 19 | -16  |

| 30 octobre   | Argentine | 7 | 1 | Bolivie |
| 1er novembre | Uruguay   | 4 | 0 | Pérou   |
| 6 novembre   | Uruguay   | 9 | 0 | Bolivie |
| 13 novembre  | Pérou     | 3 | 2 | Bolivie |
| 20 novembre  | Argentine | 3 | 2 | Uruguay |
| 27 novembre  | Argentine | 5 | 1 | Pérou   |

### Matchs
| 30 octobre 1927                                                                                    | Argentine                                                                       | 7 – 1                                                                                                  | Bolivie     | Estadio Nacional (Lima)                           |                                                   |
| | Luna 18e, 56e · Carricaberry 20e, 36e · Recanatini 24e (pen.) · Seoane 29e, 79e | (5 - 1)                                                                                                | Alborta 42e | Spectateurs : 15 000 Arbitrage : Benjamín Fuentes | Spectateurs : 15 000 Arbitrage : Benjamín Fuentes |
| Díaz - Bidoglio, Recanatini - Evaristo, Monti, Fossa - Carricaberry, Ochoa, Ferreira, Seoane, Luna | Équipes                                                                         | Bermúdez - Chavarría, Lara - J. Soto, Renjel, Valderrama - C. Soto, Méndez, Sáinz, Bustamante, Alborta |             | Spectateurs : 15 000 Arbitrage : Benjamín Fuentes | Spectateurs : 15 000 Arbitrage : Benjamín Fuentes |
| |                                                                                 | |             |                                                   |                                                   |

| 1er novembre 1927                                                                                        | Uruguay                                    | 4 – 0                                                                                                   | Pérou | Estadio Nacional (Lima)                              |                                                      |
| | Figueroa 49e · Sacco 52e, 71e · Castro 75e | (0 - 0)                                                                                                 |       | Spectateurs : 22 000 Arbitrage : Consolato Nay Foino | Spectateurs : 22 000 Arbitrage : Consolato Nay Foino |
| Capuccini - Canavessi, Tejera - Andrade, Fernández, Vanzzino - Arremón, Sacco, Castro, Anselmo, Figueroa | Équipes                                    | Pardón - Saldarriaga, Moscoso - Basurto, García, Ulloa - Muro, Villanueva, Aranda, Montellanos, Lavalle |       | Spectateurs : 22 000 Arbitrage : Consolato Nay Foino | Spectateurs : 22 000 Arbitrage : Consolato Nay Foino |
| |                                            | |       |                                                      |                                                      |

| 6 novembre 1927                                                                                          | Uruguay                                                                                 | 9 – 0                                                                                              | Bolivie | Estadio Nacional (Lima)                          |                                                  |
| | Petrone 18e, 65e, 81e · Figueroa 19e, 67e, 69e · Arremón 43e · Castro 68e · Scarone 86e | (3 - 0)                                                                                            |         | Spectateurs : 6 000 Arbitrage : Benjamín Fuentes | Spectateurs : 6 000 Arbitrage : Benjamín Fuentes |
| Capuccini - Bucetta, Tejera - Andrade, Fernández, Vanzzino - Arremón, Petrone, Castro, Scarone, Figueroa | Équipes                                                                                 | Bermúdez - Chavarría, Lara - J. Soto, Renjel, Pinilla - C. Soto, Méndez, Toro, Bustamante, Alborta |         | Spectateurs : 6 000 Arbitrage : Benjamín Fuentes | Spectateurs : 6 000 Arbitrage : Benjamín Fuentes |

| 13 novembre 1927                                                                                          | Pérou                                       | 3 – 2 | Bolivie             | Estadio Nacional (Lima)                         |                                                 |
| | Neyra 31e · Sarmiento 41e · Montellanos 43e | (3 - 2)                                                                                                  | Bustamente 13e, 14e | Spectateurs : 14 000 Arbitrage : Alberto Parodi | Spectateurs : 14 000 Arbitrage : Alberto Parodi |
| Pardón - Saldarriaga, Moscoso - Maquilón, Dagnino, Ulloa - Neyra, Sarmiento, Aranda, Montellanos, Lavalle | Équipes                                     | Bermúdez - Chavarría, Lara - J. Soto, Renjel, Valderrama - Malpartida, Méndez, Toro, Bustamante, Alborta |                     | Spectateurs : 14 000 Arbitrage : Alberto Parodi | Spectateurs : 14 000 Arbitrage : Alberto Parodi |

| 20 novembre 1927                                                                                      | Argentine                                              | 3 – 2 | Uruguay          | Estadio Nacional (Lima)                        |                                                |
| | Recanatini 56e (pen.) · Luna 70e · Canavessi 85e (csc) | (0 - 1) | Scarone 33e, 79e | Spectateurs : 26 000 Arbitrage : David Thurner | Spectateurs : 26 000 Arbitrage : David Thurner |
| Díaz - Bidoglio, Recanatini - Evaristo, Monti, Zumelzú - Carricaberry, Maglio, Ferreira, Seoane, Luna | Équipes                                                | Capuccini - Canavessi, Tejera - Andrade, Fernández, Vanzzino - Arremón, Petrone, Castro, Scarone, Figueroa |                  | Spectateurs : 26 000 Arbitrage : David Thurner | Spectateurs : 26 000 Arbitrage : David Thurner |
| |                                                        | |                  |                                                |                                                |

| 27 novembre 1927                                                                                        | Argentine                                              | 5 – 1 | Pérou         | Estadio Nacional (Lima)                            |                                                    |
| | Ferreira 1re, 30e · Maglio 22e, 25e · Carricaberry 38e | (5 - 1) | Villanueva 3e | Spectateurs : 15 000 Arbitrage : Victorio Gariboni | Spectateurs : 15 000 Arbitrage : Victorio Gariboni |
| Bossio - Bidoglio, Recanatini - Evaristo, Monti, Zumelzú - Carricaberry, Maglio, Ferreira, Seoane, Orsi | Équipes                                                | Pardón - Saldarriaga, Moscoso - Maquilón, Dagnino, Basurto - Neyra, Sarmiento, Villanueva, Montellanos, Lavalle |               | Spectateurs : 15 000 Arbitrage : Victorio Gariboni | Spectateurs : 15 000 Arbitrage : Victorio Gariboni |
| |                                                        | |               |                                                    |                                                    |

| Championnat sud-américain de football de 1927 - Vainqueur Argentine 3e titre |

## Classement des buteurs
3 buts
- Roberto Figueroa
- Alfredo Carricaberry
- Segundo Luna
- Pedro Petrone
- Héctor Scarone

2 buts
- Manuel Ferreira
- Juan José Maglio
- Humberto Recanatini
- Manuel Seoane
- José Bustamante
- Héctor Castro
- Antonio Sacco

1 but
- Mario Alborta
- Alberto Montellanos
- Demetrio Neyra
- Jorge Sarmiento
- Alejandro Villanueva